# Estação Upton/Avenue Market
Upton/Avenue Market é uma estação metroviária da linha única do Metrô de Baltimore (linha verde). 

## Ligação externa
- The MTA's Metro Subway page